# Puszołaty
Puszołaty (lit. Pušalotas) – miasteczko na Litwie, położone w okręgu poniewieskim, w rejonie pozwolskim, nad rzeką Omietą. Liczy 885 mieszkańców (2001).

## Zabytki
- Synagoga – zbudowana w 1913 r. z cegły zachowała wiele elementów dekoracyjnych. Wnętrze synagogi zostało zniszczone przez dostosowanie budynku do celów przemysłowych; po II wojnie światowej mieściła mleczarnię, później młyn i rzeźnię[3].